# Inga tenuistipula
Inga tenuistipula är en ärtväxtart som beskrevs av Adolpho Ducke. Inga tenuistipula ingår i släktet Inga och familjen ärtväxter. Inga underarter finns listade i Catalogue of Life.